# Oghamsteine von Ardmore

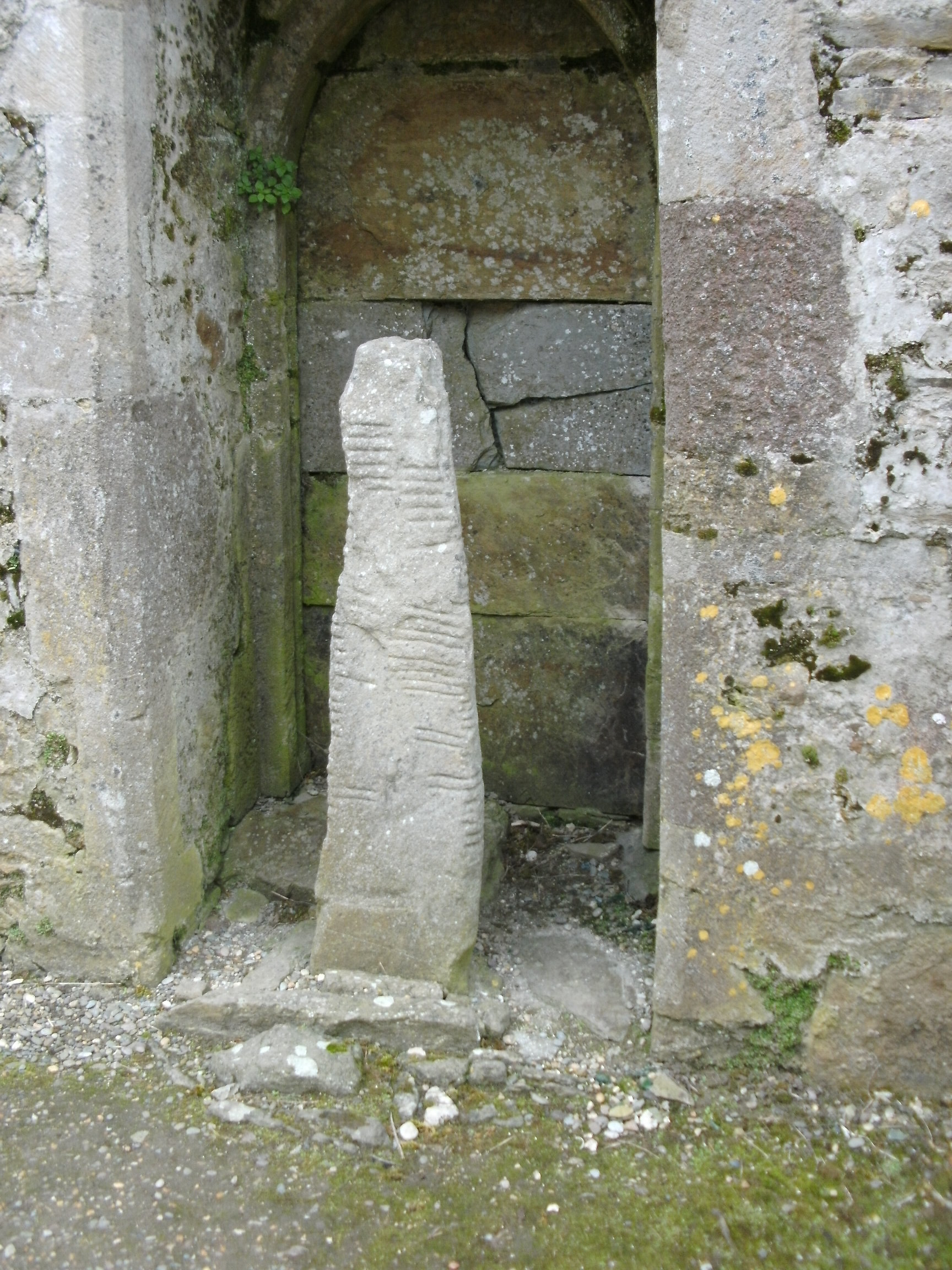
Oghamstein I von Ardmore

Die Oghamsteine von Ardmore (englisch the Ardmore Ogham Stones, irisch clocha oghaim Airde Móire) befinden sich in den Ruinen der St Declan’s Cathedral in Ardmore im County Waterford in Irland. Die Oghamsteine stammen aus dem 5. Jahrhundert und tragen Inschriften im altirischen Ogham-Alphabet. 
Stein 1 (CIIC 263) ist etwas über 1,2  Meter hoch. Die Inschriftenbänder laufen an der Kante von unten nach oben und an der anderen Kante von oben nach unten, während das zweite Band in einem Winkel verläuft. Die Inschrift lautet (Umschrift und Worttrennung tw. unsicher): LUGUDECCAS MAQI MUCOI NETA SEGAMONAS DOLATI BIGAIS GOB[...], übersetzt „Lugaid der Sohn des Stammes des Nia Segamon ...“ Die Inschrift: NETA SEGAMONAS (Genitiv), nennt möglicherweise den Namen des Gottes Segomo. Eine andere Übersetzung könnte 'Dolativix der Sohn des Schmiedes oder des Stammes von Segamain' sein. Der Stein befindet sich in einer Nische im ehemaligen Chor. 
Ein zweiter Stein (CIIC 265) steht in der Nordwestecke und ist etwa 1,35 m hoch. Die Oghaminschrift lautet AMADU; übersetzt „dem Amatus“, „dem Geliebten“ oder „der einzige“.